# Region Augsburg
Region Augsburg (niem. Planungsregion Augsburg) – region planowania w Niemczech, w kraju związkowym Bawaria, w rejencji Szwabia. Siedzibą regionu jest miasto na prawach powiatu Augsburg.
Region leży w zachodniej części Bawarii. Na wschodzie graniczy z regionami planowania Monachium i Ingolstadt, na południu z regionami planowania Donau-Iller oraz Allgäu, na zachodzie z krajem związkowym Badenia-Wirtembergia (powiaty Heidenheim oraz Ostalb), a na północy z regionem planowania Westmittelfranken.

## Podział administracyjny
W skład regionu Augsburg wchodzi:
- jedno miasto na prawach powiatu: (kreisfreie Stadt)
- cztery powiaty ziemskie (Landkreis)

Miasta na prawach powiatu:
| Lp. | Nazwa miasta | Ludność (31.12.2010) | Powierzchnia km² |
| --- | ------------ | -------------------- | ---------------- |
| 1   | Augsburg     | 264.708              | 146,93           |

Powiaty ziemskie:
| Lp. | Nazwa powiatu          | Ludność (31.12.2010) | Powierzchnia km² | Liczba gmin |
| --- | ---------------------- | -------------------- | ---------------- | ----------- |
| 1   | Aichach-Friedberg      | 127.955              | 783,09           | 24          |
| 2   | Augsburg               | 240.068              | 1.071,13         | 46          |
| 3   | Dillingen an der Donau | 93.539               | 792,30           | 27          |
| 4   | Donau-Ries             | 128.867              | 1.274,61         | 44          |